# Sorø
Sorø é um município da Dinamarca, localizado na região este, no condado de Vestsjaelland.
O município tem uma área de 149,32 km² e uma  população de 15 198 habitantes, segundo o censo de 2004.
Muitos dos habitantes de Sorø trabalham na área metropolitana da grande Copenhaga ou na cidade de Roskilde.
A cidade de Sorø é a capital regional de uma das cinco novas regiões implantadas na Dinamarca a partir do dia 1 de Janeiro de 2007.
Possui uma pousada da juventude de carácter rural, junto a um curso de água, oferecendo refeições preparadas com produtos de agricultura biológica.